# جينيفر هوليداي (ممثلة)
جينيفر هوليداي (بالإنجليزية: Jennifer Holliday)‏ هي مغنية وممثلة أمريكية، ولدت في 19 أكتوبر 1960 في هيوستن في الولايات المتحدة. من الجوائز التي نالتها جائزة المسرح العالمي سنة 1982 سنة 1982.

## جوائز
- جائزة المسرح العالمي (1982)
- جائزة توني عن فئة أفضل ممثلة في مسرحية موسيقية [الإنجليزية]‏ (1982)

## وصلات خارجية
- جينيفر هوليداي (ممثلة) على موقع IMDb (الإنجليزية)
- جينيفر هوليداي (ممثلة) على موقع ميوزك برينز (الإنجليزية)
- جينيفر هوليداي (ممثلة) على موقع قاعدة بيانات برودواي على الإنترنت (الإنجليزية)
- جينيفر هوليداي (ممثلة) على موقع أول ميوزيك (الإنجليزية)
- جينيفر هوليداي (ممثلة) على موقع ديسكوغز (الإنجليزية)
- جينيفر هوليداي (ممثلة) على موقع قاعدة بيانات الفيلم (الإنجليزية)